# Malteserkors

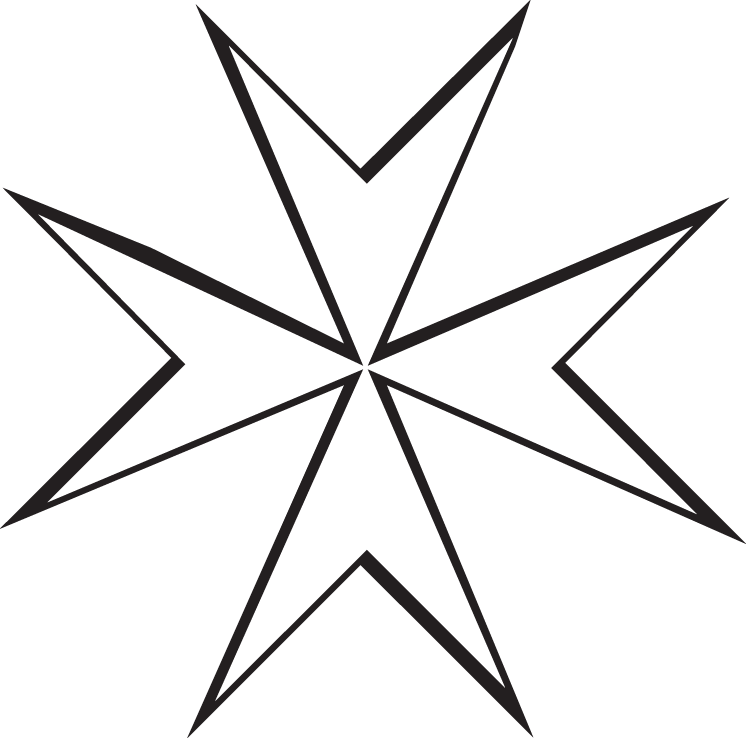
Malteserkors

Mönsterås kommunvapen

Malteserkors, även johanniterkors, johannitkors eller maltakors, är ett likarmat åttauddigt kors där armarna består av spjutspetsar vilka möts i centrum. Korset finns avbildat på bland annat Maltas handelsflagga, Italiens örlogsflagga, Queenslands flagga och Mönsterås kommunvapen. Det används av riddare av Johanniterorden, Venerable Order of Saint John, Malteserorden  med flera legitima ordnar inom Johanniteralliansen.

## Uddarnas betydelse
De åtta uddarna på korset sägs symbolisera de åtta ridderliga dygderna eller de åtta saligprisningarna i Jesu bergspredikan.

### De ridderliga dygderna
1. Heder och ära respektive de som törstar efter rättfärdighet
2. Tapperhet respektive de som sörjer
3. Fromhet respektive de som håller fred
4. Frikostighet respektive de ödmjuka
5. Hjälpsamhet mot fattiga och sjuka respektive de barmhärtiga
6. Vördnad för kyrkan respektive de renhjärtade
7. Dödsförakt respektive de som förföljs
8. Trofasthet respektive de fattiga i anden

### Saligprisningarna
1. De som törstar efter rättfärdighet
2. De som sörjer
3. De som håller fred
4. De ödmjuka
5. De barmhärtiga
6. De renhjärtade
7. De som förföljs
8. De fattiga i anden